# 桑原譲太郎
桑原 譲太郎（くわはら じょうたろう、1958年 - 2010年8月1日）は、日本の作家。ハードボイルド小説、歴史小説、時代小説などを手がけた。
1986年に『新宿純愛物語』でデビュー。続く『ボクの女に手を出すな』は同年に小泉今日子主演、1987年には『新宿純愛物語』も仲村トオル主演でそれぞれ映画化された。
ハードボイルド作家として活動し、『アウトローは静かに騒ぐ』や『狼たちのカーニバル』、『我が標的は日本』などの代表作がある。
1995年、織田信長を描いた『炎の人信長』を発表（初の歴史小説）。
2006年、時代小説としては初の書下ろしとなる『華の騒乱』、『花と剣』を発表。
2006年に譲太郎マガジン立ち上げ、2009年には電子書籍館を立ち上げ、次々と新作を発表していた。
2010年8月1日、病没。

## 譲太郎マガジン
衰退一途の既存出版社を通した作品提供に困難を感じ、長年のファンを切り捨て流行を追う業界の方針に疑問を持ち、2006年に独力で譲太郎マガジンを発刊する。
概ね隔月発刊で、メールやCD-Rで読者に配送される。
内容は、3～4新作が連載されている。

第1号は

　　・歴史大作「信長二人」

　　・時代劇「闇斬り三十郎」

　　・社会派ハードボイルド「涙のスナイパー」

　　・SFアドベンチャー「陰謀の狩人」

の計4作品を掲載。
2010年8月3日、第18号を発刊。

## 譲太郎劇場（公式ウェブサイト）
譲太郎マガジン発刊と同時に、公式サイトをオープンする。
サイト内のブログでは、ときおり譲太郎自らファンにメッセージを発信するなど、ファンとの交流が行われていた。

## 電子書籍館 桑原譲太郎の世界（公式サイト）
2009年12月30日開設。作家ができる、地球環境保護の闘いとは何かを考えた末、作品をすべて電子書籍で提供する電子書籍館を作った。
2010年3月に、譲太郎マガジンで連載していたSFアドベンチャー『陰謀の狩人』を、書きもらしていたエピソードを加えて再編集し、前・後篇として電子書籍で発表。
2010年7月に、岡田以蔵を描いた『以蔵は死なず』（1993年）を、完全版『以蔵よ、明日はあるか』として再編集し、電子書籍で発表している。